# Bubonic Doom
Bubonic Doom ist ein 2006 initiiertes portugiesisches Independent-Label.

## Geschichte
Das Sub-Label von Bubonic Productions ist auf verschiedene Formen des Extremen Doom Metals spezialisiert. Wie das Mutterlabel legte Bubonic Doom ursprünglich einen Schwerpunkt auf die Veröffentlichung von Musikkassetten in hochwertiger Gestaltung. Das Konzept erfuhr hohe Anerkennung und wurde als Underground und Kult gepriesen. Veröffentlichungen in weiteren Formaten folgten allerdings nach, insbesondere aufgrund der Produktpalette nahm Bubonic Doom schneller als das Mutterlabel an Popularität zu.
Das Label hatte nach 2012 lange keine neuen Veröffentlichungen herausgegeben. Die Internetpräsenz des Labels ist eingestellt, der Vertrieb wird über Altare Productions absolviert. Im Jahr 2019 erschien mit Cleansing von Bosque, einer von dem Labelinhaber Daniel Miranda selbst unterhaltenen Funeral-Doom-Band, ein neues Album über Bubonic Doom.

## Künstler (Auswahl)
- Austerity
- Bosque
- Grívf
- Hanged Ghost
- Mistress of the Dead
- Shades of Deep Water
- Thoreous
- Why Angels Fall
- Worship
- Wreck of the Hesperus